# Leptura nigroguttata
Leptura nigroguttata är en skalbaggsart som först beskrevs av Maurice Pic 1927.  Leptura nigroguttata ingår i släktet Leptura och familjen långhorningar. Inga underarter finns listade i Catalogue of Life.